# Josef von Kudler

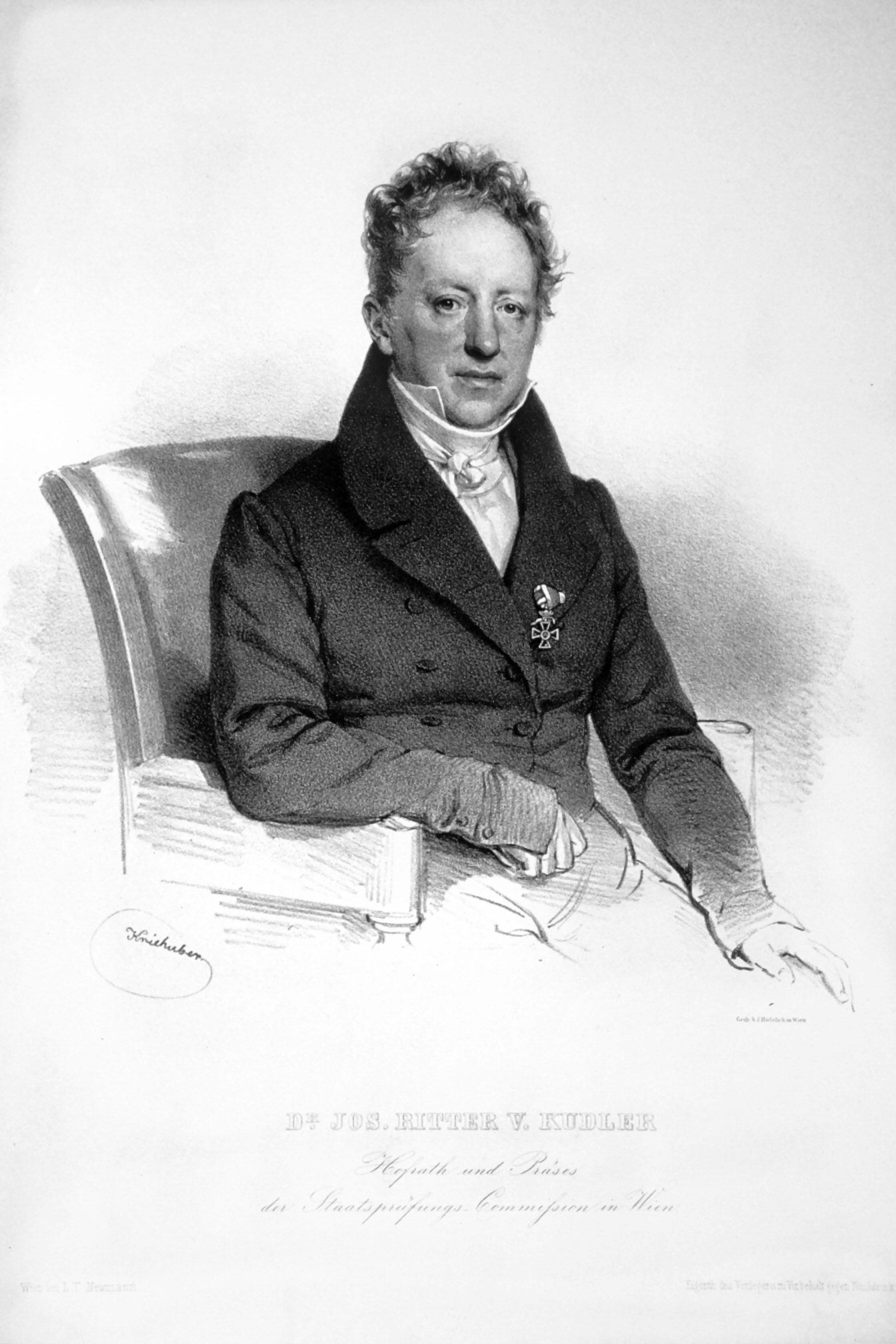
Josef Ritter von Kudler, Lithographie von Josef Kriehuber, 1838

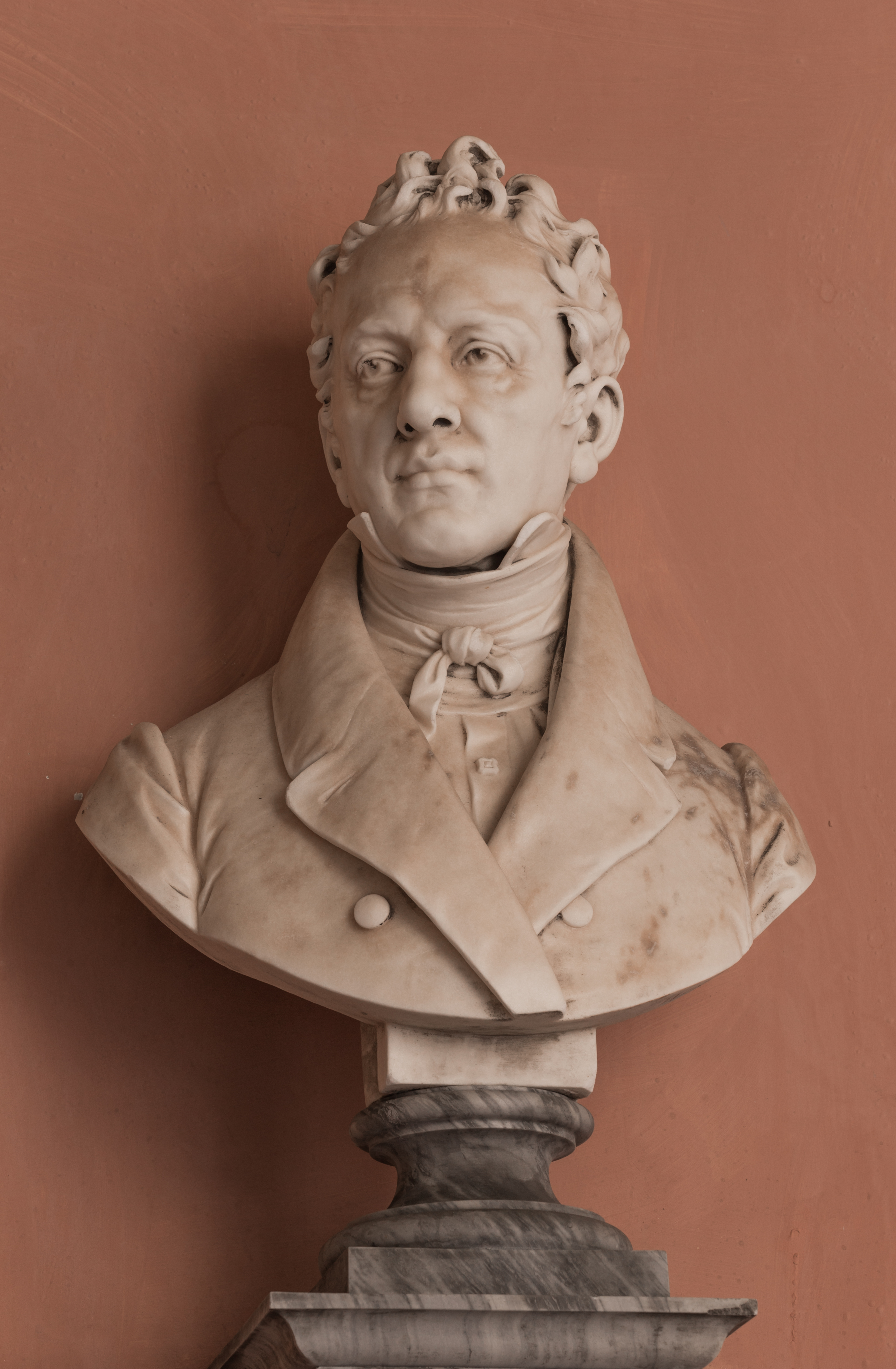
Büste im Arkadenhof der Universität Wien von Wilhelm Seib.

Josef von Kudler (* 10. Oktober 1786 in Graz; † 6. Februar 1853 in Wien) war ein österreichischer Nationalökonom und Jurist.

## Leben
Josef Kudler studierte Rechts- und Staatswissenschaften an der Wiener Universität. Noch vor dem Doktorat wurde er supplierender Professor der Statistik und der politischen Wissenschaften. 1810–21 wirkte er am Lyzeum in Graz. Er zählte zu den Gründern der Steiermärkischen Landwirtschaftsgesellschaft sowie des Lesevereins am Joanneum in Graz. Große Verdienste erwarb er sich um Ausbildung und Verbreitung der wechselseitigen Feuerschadenversicherungsanstalt in Niederösterreich und der Steiermark. 1821 wurde er nach Wien auf die Lehrkanzel der politischen Wissenschaften und der österr. politischen Gesetzkunde berufen. 1824 erschien seine „Erklärung des Strafgesetzes über schwere Polizeiübertretungen“ in der „Zeitschrift für österr. Rechtsgelehrsamkeit und politische Gesetzkunde“, deren Redaktion er ab 1834 übernahm. Hier veröffentlichte er eine Reihe von Aufsätzen z. B. über Steuerfragen. Steuern sollten seiner Meinung nach möglichst nur auf das Einkommen gelegt werden. 1845 wurde er in das  Komitee zur Reform des juridischen Studienwesens, 1848 zum Vizedirektor der juridisch-politischen Studien der Wiener Universität berufen. 1846 erschien „Die Grundlehren der Volkswirtschaft“. Es entstand auf Anregung des jungen Erzherzog Wilhelm, dessen Lehrer er in den Staatswissenschaften war. Es fordert Freiheit des Erwerbs, des Eigentums, Besitzes und Verkehrs, die Beseitigung der Untertänigkeit, besonders des Zehnts und der Robot. Mäßige Schutzzölle befürwortete Kudler unter dem Einfluss von Friedrich List. 1849 wurde er Vorstand des Professoren-Kollegiums der Rechts- und Staatswissenschaftlichen Fakultät der Universität Wien.
1848  Abgeordneter im konstituierenden Reichstag, dessen erster Alterspräsident er wurde. Obwohl er der Rechten angehörte, vertrat er auch freiheitliche Grundsätze. Auch trat er für Abschaffung der  Prügelstrafe ein.  Weiter  forderte er eine Normierung des Verhältnisses des Staates zur Kirche, die einerseits volle Gewissensfreiheit, andererseits aber auch die Macht des Staates gegenüber der Kirche wahren müsse.
Kudler beteiligte sich an vielen gemeinnützigen und industriellen Unternehmungen wie der Steiermärkischen Landwirtschaftsgesellschaft, verschiedenen regionalen Brandschadenversicherungsanstalten, der Eisenwerksaktiengesellschaft in Wolfsbach, der Wiener Dampfmühlengesellschaft, der Bierbrauerei in Brunn, dem niederösterreichischen Gewerbeverein sowie dem Verein zur Hilfe für entlassene Häftlinge.
Sein Wirken wurde von der Allgemeinheit gewürdigt. So wurde er 1848 Mitglied der Akademie der Wissenschaften, 1849 mit dem Ritterkreuz des Leopold-Ordens ausgezeichnet und 1851 in den Adelsstand erhoben. 1852 mit dem Titel Hofrat ausgezeichnet.

## Werke
- Die Grundlehren der Volkswirtschaft, Wien 1846, 2 Bände
- Steiermarks Volkszahl in den Jahren 1819 und 1820, erschienen in der Steiermärkischen Zeitschrift, 1821.
- Steiermarks Viehstand in den Jahren 1819 u. 1820, ebd. (mit Rückblick auf frühere Jahre).
- Über d. Beziehung der Wissenschaften zum Staatsbürgerlichen Leben, ebd., 1824.
- Über d. Vorzüge d. Versicherungsanstalten mit wechselseitiger Gewährleistung vor jenen, welche als gewinnbringende Unternehmungen begründet werden, ebd.